# Calophya mammifex
Calophya mammifex är en insektsart som beskrevs av Burckhardt och Basset 2000. Calophya mammifex ingår i släktet Calophya och familjen Calophyidae. Inga underarter finns listade i Catalogue of Life.